# Крпан, Петар
Пе́тар Крпа́н (хорв. Petar Krpan; 1 июля 1974, Осиек) — хорватский футболист, нападающий.

## Клубная карьера
Первым клубом в его карьере стал «Осиек». Затем форвард выступал за португальские «Спортинг» и «Лейрию». С 2001 по 2004 годы играл в Хорватии, после чего на сезон вновь вернулся в «Лейрию». Перед завершением карьеры в 2008 году играл за клуб «Водовод» из Осиека, выступавший в третьем хорватском дивизионе.

## Карьера в сборной
В 1998 году сыграл три матча за сборную Хорватии. В матче 1/8 чемпионата мира 1998 года против Румынии вышел на замену и отыграл 16 минут. Бронзовый призёр чемпионата мира 1998 года в составе сборной Хорватии.

## Достижения
- Бронзовый призёр чемпионата мира: 1998
- Чемпион Хорватии: 2002, 2004[3]